# Rue Henry-Litolff
La rue Henry-Litolff est une voie de communication marquant la limite entre Bois-Colombes et Colombes.

## Situation et accès

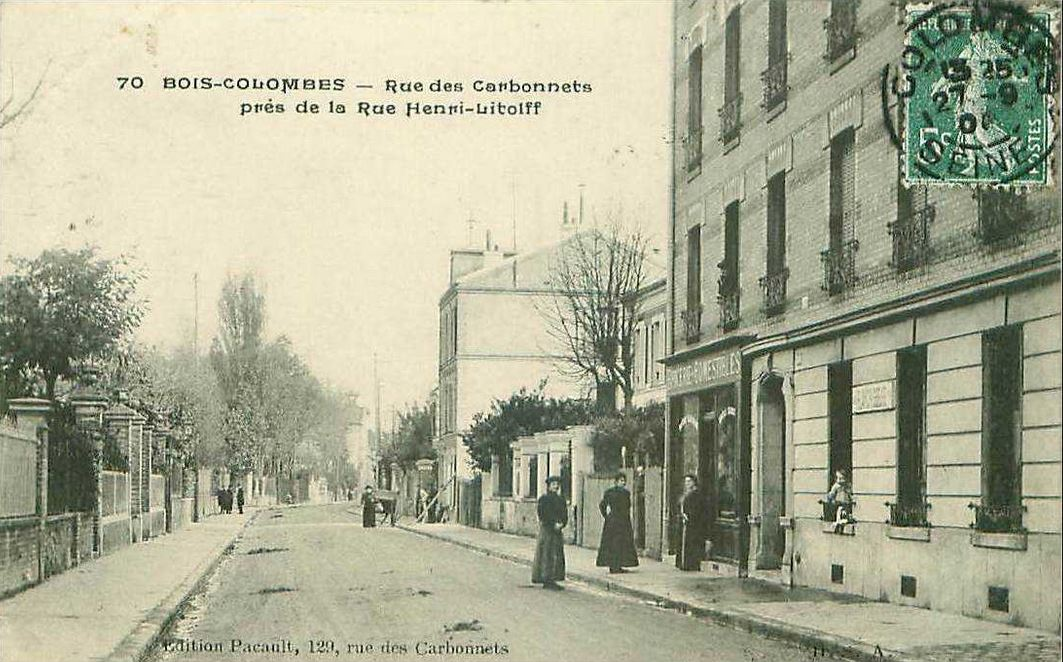
Rue Henry-Litolff et rue Paul-Déroulède, ex-rue des Carbonnets.

En partant de la rue Pierre-Joigneaux et se dirigeant vers le nord, cette rue franchit d'abord la ligne de Paris-Saint-Lazare à Saint-Germain-en-Laye qui passe dans un tunnel, et la coulée verte de Colombes, voie ferrée desaffectée et transformée en promenade.
Laissant sur la droite la rue Jean-Jaurès, elle franchit ensuite par un pont la ligne de Paris-Saint-Lazare au Havre, longée par l'avenue du Révérend-Père-Corentin-Cloarec. Elle croise ensuite la rue Paul-Déroulède et la rue Félix-Faure, la rue Charles-Duflos (anciennement rue du Sentier) et la rue des Lilas qui lui fait face.
Elle passe ensuite, à sa gauche, la rue des Monts-Clairs, puis, sur sa droite, le début de l'avenue Gambetta, anciennement avenue Centrale, qui a gardé son nom d'origine sur la partie à l'ouest. Elle prend fin à l'intersection de la rue du Général-Leclerc et de la rue du Maréchal-Joffre.
Elle est accessible par la gare des Vallées et la gare de Colombes.

## Origine du nom

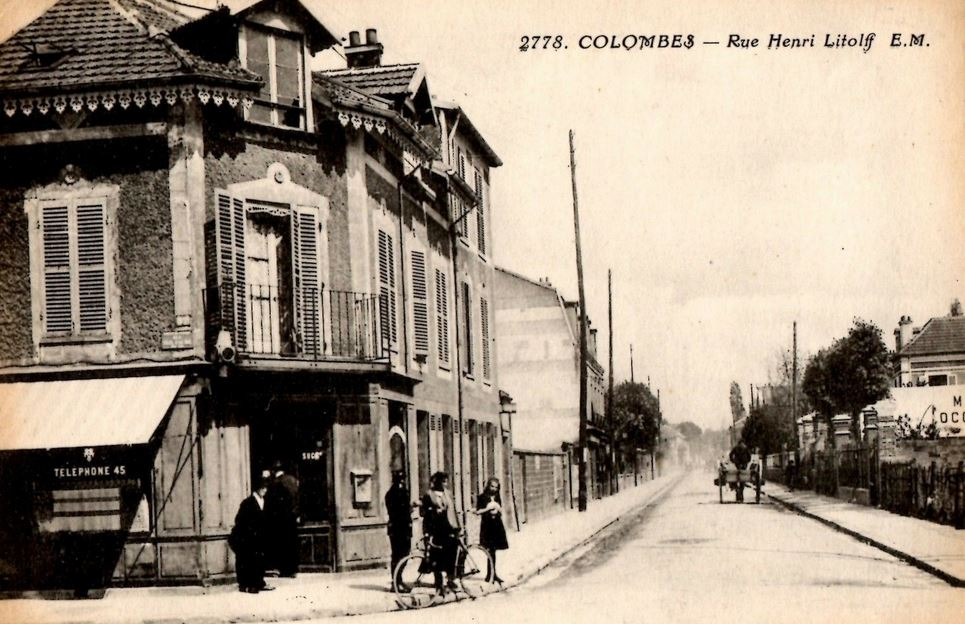
La rue Henry-Litolff.

Elle rend hommage au pianiste virtuose et compositeur, Henry Litolff, né à Londres en 1818, décédé à Bois-Colombes en 1891, à son domicile no 8 avenue Centrale, aujourd'hui l'avenue Gambetta. Il est enterré au cimetière communal Gabriel Péri à Colombes.

## Historique

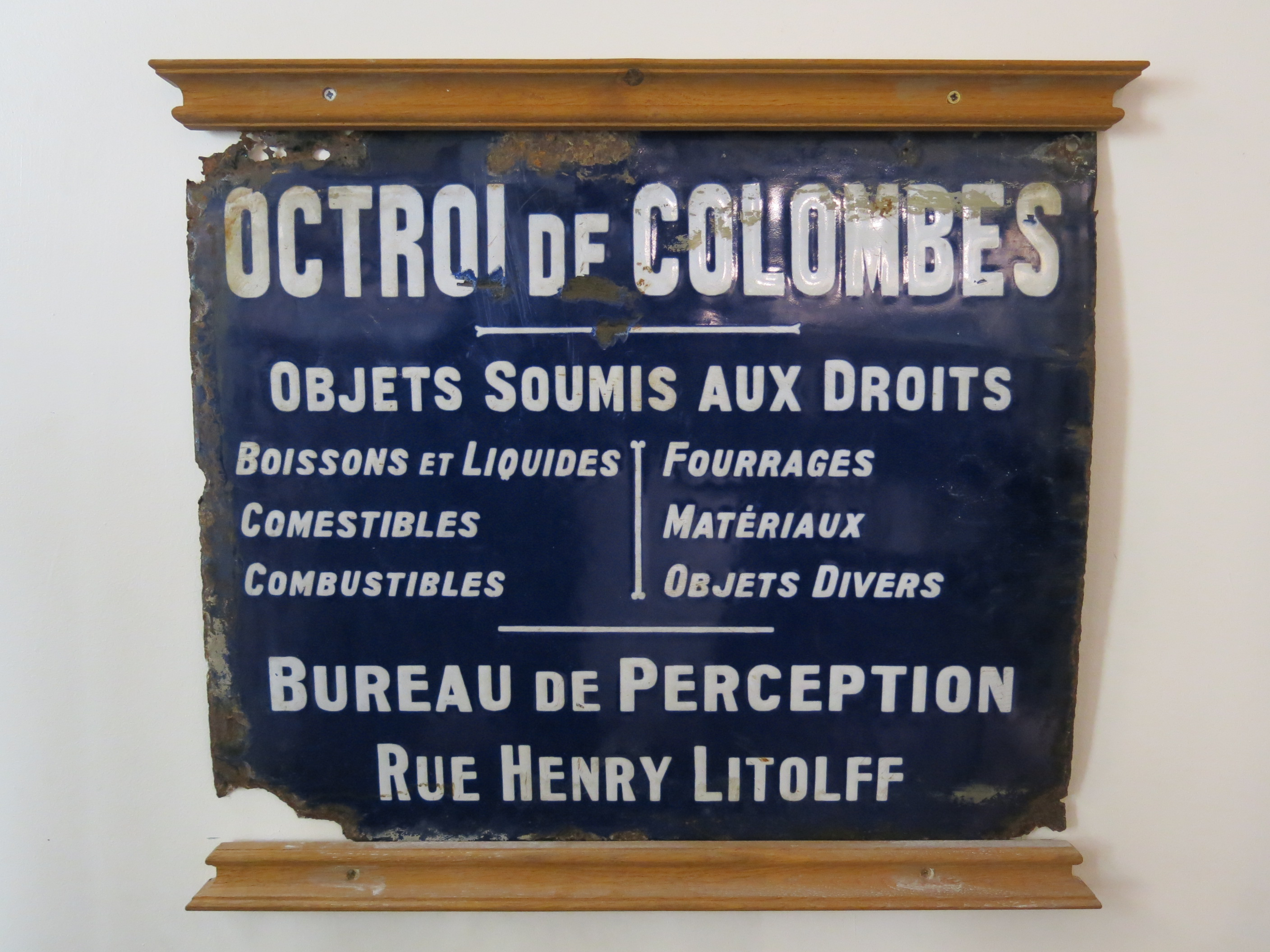
Octroi de Colombes.

L'ancien nom de la rue pourrait être la masculinisation de Denise Boucher, propriétaire au XVIe siècle de terres situées sur la commune, et qui affranchit les paysans des droits seigneuriaux.
Cette rue est renommée « rue Henry-Litolff » le 12 octobre 1900.

## Bâtiments remarquables et lieux de mémoire
- Coulée verte de Colombes